# Mistrzostwa Świata Juniorów w Biathlonie 2025
Mistrzostwa Świata Juniorów w Biathlonie 2025 – zawody sportowe w biathlonie, które odbywały się w dniach 26 lutego–5 marca 2025 r. w szwedzkim Östersund. Podczas mistrzostw rozegranych zostało dziewięć zawodów dla juniorów oraz dziewięć dla juniorów młodszych.
Była to druga impreza tej rangi organizowana w tej miejscowości, poprzednio w Östersund odbyły się Mistrzostwa Świata Juniorów w Biathlonie 1970. 

## Terminarz i medaliści

### Juniorzy
| Konkurencja                 | Data      | Godzina   | Złoto                                                                             | Srebro                                                                         | Brąz                                                                         | Źr.   |
| --------------------------- | --------- | --------- | --------------------------------------------------------------------------------- | ------------------------------------------------------------------------------ | ---------------------------------------------------------------------------- | ----- |
| Bieg indywidualny 15 km M   | 27 lutego | 14:30 CET | Sivert Gerhardsen                                                                 | Kasper Kalkenberg                                                              | James Pacal                                                                  | [ 1 ] |
| Bieg indywidualny 12,5 km K | 27 lutego | 10:45 CET | Célia Henaff                                                                      | Amandine Mengin                                                                | Fabiana Carpella                                                             | [ 2 ] |
| Sztafeta mieszana           | 28 lutego | 16:00 CET | Niemcy Alma Siegismund · Lotta De Buhr · Fabian Kaskel · Linus Kesper             | Francja Voldiya Galmace-Paulin · Amandine Mengin · Gaëtan Paturel · Edgar Geny | Austria Wilma Anhaus · Anna Andexer · Thomas Marchl · Fabian Müllauer        | [ 3 ] |
| Sprint 10 km M              | 2 marca   | 15:20 CET | Håvard Tosterud                                                                   | Jakub Borguľa                                                                  | Petr Hák                                                                     | [ 4 ] |
| Sprint 7,5 km K             | 2 marca   | 12:00 CET | Anna Andexer                                                                      | Sara Andersson                                                                 | Amandine Mengin                                                              | [ 5 ] |
| Bieg masowy 12 km M         | 3 marca   | 15:40 CET | Kasper Kalkenberg                                                                 | Jimi Klemettinen                                                               | Petr Hák                                                                     | [ 6 ] |
| Bieg masowy 9 km K          | 3 marca   | 14:40 CET | Sara Andersson                                                                    | Anaëlle Bondoux                                                                | Ołeksandra Merkuszyna                                                        | [ 7 ] |
| Sztafeta (4 x 7,5 km) M     | 5 marca   | 12:45 CET | Norwegia Andreas Aas · Sivert Gerhardsen · Håvard Tosterud · Kasper Kalkenberg    | Niemcy Linus Kesper · Fabian Kaskel · Elias Seidl · Leonhard Pfund             | Polska Jakub Potoniec · Grzegorz Galica · Konrad Badacz · Fabian Suchodolski | [ 8 ] |
| Sztafeta (4 x 6 km) K       | 5 marca   | 9:30 CET  | Francja Celia Hénaff · Voldiya Galmace-Paulin · Anaëlle Bondoux · Amandine Mengin | Niemcy Charlotte Galbronner · Lea Zimmermann · Alma Siegismund · Lotta de Buhr | Norwegia Ann Kristin Aaland · Siri Skar · Guro Ytterhus · Silje Berg-Knutsen | [ 9 ] |

### Juniorzy młodsi
| Konkurencja                 | Data      | Godzina   | Złoto                                                             | Srebro                                                                | Brąz                                                                              | Źr.    |
| --------------------------- | --------- | --------- | ----------------------------------------------------------------- | --------------------------------------------------------------------- | --------------------------------------------------------------------------------- | ------ |
| Bieg indywidualny 12,5 km M | 26 lutego | 16:45 CET | Antonin Guy                                                       | Grzegorz Galica                                                       | Léo Carlier                                                                       | [ 10 ] |
| Bieg indywidualny 10 km K   | 26 lutego | 13:00 CET | Ilona Plecháčová                                                  | Carlotta Gautero                                                      | Manca Caserman                                                                    | [ 11 ] |
| Sztafeta mieszana           | 28 lutego | 12:30 CET | Norwegia Martine Skog · Bjørg Eide · Tov Røysland · Leo Gundersen | Niemcy Lena Siegmund · Melina Gaupp · Lukas Tannheimer · Korbi Kübler | Francja Louise Roguet · Lola Bugeaud · Camille Grataloup-Manissolle · Léo Carlier | [ 12 ] |
| Sprint 7,5 km M             | 1 marca   | 15:20 CET | Lukas Tannheimer                                                  | Léo Carlier                                                           | Tov Røysland                                                                      | [ 13 ] |
| Sprint 6 km K               | 1 marca   | 12:00 CET | Martine Skog                                                      | Louise Roguet                                                         | Ilona Plecháčová                                                                  | [ 14 ] |
| Bieg masowy 12 km M         | 3 marca   | 11:30 CET | Léo Carlier                                                       | Flavio Gut                                                            | Camille Grataloup-Manissolle                                                      | [ 15 ] |
| Bieg masowy 9 km K          | 3 marca   | 10:30 CET | Louise Roguet                                                     | Lena Siegmund                                                         | Ilona Plecháčová                                                                  | [ 16 ] |
| Sztafeta (3 x 7,5 km) M     | 4 marca   | 15:00 CET | Francja Camille Grataloup-Manissolle · Antonin Guy · Léo Carlier  | Niemcy Luca Anding · Lukas Tannheimer · Korbi Kübler                  | Czechy Jakub Bouška · František Jelínek · Michael Málek                           | [ 17 ] |
| Sztafeta (3 x 6 km) K       | 4 marca   | 11:30 CET | Niemcy Melina Gaup · Sydney Wüstling · Lena Siegmund              | Norwegia Sara Tronrud · Bjørg Eide · Martine Skog                     | Włochy Nayeli Mariotti Cavagnet · Gaia Gondolo · Carlotta Gautero                 | [ 18 ] |

## Klasyfikacja medalowa
*   Gospodarz ( Szwecja)
| Miejsce | Reprezentacja | Złoto | Srebro | Brąz | Razem |
| ------- | ------------- | ----- | ------ | ---- | ----- |
| 1       | Francja       | 6     | 6      | 4    | 16    |
| 2       | Norwegia      | 6     | 2      | 2    | 10    |
| 3       | Niemcy        | 3     | 5      | 0    | 8     |
| 4       | Szwecja*      | 1     | 1      | 0    | 2     |
| 5       | Czechy        | 1     | 0      | 5    | 6     |
| 6       | Austria       | 1     | 0      | 1    | 2     |
| 7       | Włochy        | 0     | 1      | 2    | 3     |
| 8       | Polska        | 0     | 1      | 1    | 2     |
| 9       | Finlandia     | 0     | 1      | 0    | 1     |
| 9       | Słowacja      | 0     | 1      | 0    | 1     |
| 11      | Słowenia      | 0     | 0      | 1    | 1     |
| 11      | Ukraina       | 0     | 0      | 1    | 1     |
| 11      | Szwajcaria    | 0     | 0      | 1    | 1     |
| Razem   | Razem         | 18    | 18     | 18   | 54    |